# 命运战士
《命运战士》是一款由Raven Software开发、由Activision在2000年3月27日发行的第一人称射击游戏。它的引擎修改自雷神之锤II引擎。后来还发行了针对索尼PS2和世嘉DC的版本。Loki Software则开发了它的Linux版本。由于《命运战士》的巨大成功，Raven Software在2002年发布了基于雷神之锤III引擎的续作《傭兵戰場2：雙重螺旋》。最初的版本是供Microsoft Windows使用的，后来发行了微软Xbox版本。

## 背景
《命运战士》的创意源于命运战士杂志。在游戏开发到一半的时候，考虑到游戏真实性和准确性，Raven Software增加了一个专业人士，约翰·姆林斯（John Mullins）作为游戏人物。最终的游戏主角变成了一个很科幻化的人物。
《命运战士》是最早一批类似“真实世界”的第一人称射击游戏，由于增加了时髦的武器和多人联网功能，使得《命运战士》不逊于原来的《毁灭战士》和《毁灭公爵3D》等游戏。

## 游戏性
作为一款具有很大争议性的电子游戏，《命运战士》以其可以用轻武器肢解人体的图像效果著称。游戏中的图像暴力非常突出，这方面的知名程度可以和《英雄本色》中的子弹时间效果相媲美。游戏看起来非常真实，非常暴力，游戏中的人体受到攻击时候的破裂是基于物理计算的。如果被枪击中头部则会产生暴头效果，颈部以上的部分都会消失，只剩下一个個個流血的大洞。如果击中的胃部，受伤者的肠子会从破洞流出来，其他部位也如此。若玩家能将敌人的武器打掉，则可以使对方成为俘虏。
除去其真实性和对准确性的要求不言，《命运战士》的游戏多在小巷和庭院中展开，这和早期一些科幻性质的游戏大相径庭。游戏被人批评最多一点就是在移动中开枪不会影响到准确度，因为其基于雷神之锤的引擎。玩家可以在游戏中飞速穿梭，甚至被打中一梭子子弹还能生存。游戏中还包含很多幻想武器，比如等离子体枪等。
很多玩家也抱怨游戏的情节过于老套和“好莱坞”化。

## 故事情节
游戏的故事基于一个动作电影的情节。游戏的最开始，恐怖分子从俄罗斯的武器存储库偷走了四颗核武器，准备将它们卖给第三世界的国家。这也是恐怖分子第一次获得大规模杀伤性武器。
约翰·姆林斯，是Mercenary组织的“命运战士”小组的队员，他和他的队员霍克（Hawk）一起被任命阻止恐怖分子的计划。